# هيروشي كوباياشي
هيروشي كوباياشي (باليابانية: 小林弘 ) (و. 1969 – م) هو ملاكم، من اليابان، ولد في ناغانو، ناغانو، وإسيساكي، غونما.

## روابط خارجية
- هيروشي كوباياشي على موقع ميوزك برينز (الإنجليزية)
- هيروشي كوباياشي على موقع بوكس ريك (الإنجليزية) (registration required)